# Виноградово (Псковская область)
Виноградово — деревня в Великолукском районе Псковской области России. Входит в состав сельского поселения «Успенская волость».
Расположена в 37 км к юго-востоку от райцентра Великие Луки и в 2 км к северу от волостного центра Успенское.

## Население
Численность населения деревни по состоянию на 2000 год составила 14 жителей, на 2010 год — 27 жителей.